# Willow Shields
Willow Shields (1 de junho de 2000, Albuquerque, Novo México) é uma atriz norte-americana. Ela é mais reconhecida por sua atuação como Prim na franquia de filmes de adaptação The Hunger Games (2012–2015), além de participar da série de drama Spinning Out (2020) da Netflix.  

## Biografia
Willow nasceu no dia 1 de junho de 2000, na cidade de Albuquerque, localizada no Novo México nos Estados Unidos. Ela tem uma irmã gêmea chamada Autumn Shields, e um irmão mais velho chamado de River Shields. 

### Vida pessoal
Em junho de 2022, Shields se assumiu bissexual por meio de uma postagem no  seu Instagram.

## Carreira de atriz
Em 2012, ela interprete Primrose Everdeen no filme The Hunger Games, a adaptação do livro Jogos Vorazes da escritora Suzanne Collins, para o cinema. Ela interpretou a irmã mais nova da protagonista do filme, retratada por Jennifer Lawrence. 
Em 2013, ela apareceu na sequência intitulada de The Hunger Games: Catching Fire, no mesmo papel. Posteriormente em 2014, ela apareceu no filme The Hunger Games: Mockingjay – Part 1. Em 2015, ela aparece no filme The Hunger Games: Mockingjay – Part 2, a quarta e última parte da saga The Hunger Games. Com esse papel, ela ganhou duas indicações para o Young Hollywood Award no segundo e último filme da franquia, respectivamente.
Em fevereiro de 2015, Shields foi anunciada como uma das celebridades a competir na 20ª temporada do reality show Dancing with the Stars, onde seu parceiro profissional era Mark Ballas. Aos 14 anos, ela foi a competidora mais jovem a aparecer no programa; o título pertencia anteriormente a Zendaya, que tinha 16 anos na época.
Em 2020, participou do elenco regular da série Spinning Out da Netflix, interpretando a irmã mais nova da personagem protagonista feita por Kaya Scodelario.
Em 2022, foi escalada para dar vida a personagem Abbie no filme When Time Got Louder.

## Filmografia

### Filmes
| Ano  | Título                                | Papel                         | Notas            |
| ---- | ------------------------------------- | ----------------------------- | ---------------- |
| 2008 | Las Vegas New Mexico 1875             | Girl Watching Gun Fight (voz) | Curta-metragem   |
| 2011 | Beyond the Blackboard                 | Grace                         | Filme televisivo |
| 2012 | The Hunger Games                      | Primrose Everdeen             |                  |
| 2013 | The Hunger Games: Catching Fire       | Primrose Everdeen             |                  |
| 2014 | The Hunger Games: Mockingjay – Part 1 | Primrose Everdeen             |                  |
| 2015 | The Hunger Games: Mockingjay – Part 2 | Primrose Everdeen             |                  |
| 2017 | Into the Rainbow                      | Rachel                        |                  |
| 2018 | Woodstock or Bust                     | Lorian                        |                  |
| 2022 | When Time Got Louder                  | Abbie Peterson                | Protagonista     |

### Televisão
| Ano  | Título                         | Papel                 | Notas                              |
| ---- | ------------------------------ | --------------------- | ---------------------------------- |
| 2009 | In Plain Sight                 | Lisa Rogan/Lisa Royal | Episódio: "In My Humboldt Opinion" |
| 2012 | R.L. Stine's The Haunting Hour | Eve                   | Episódio: "The Intruders"          |
| 2015 | Dancing with the Stars         | Ela mesma             | Participante (20ª temporada)       |
| 2019 | The Unsettling                 | Maya                  | Elenco principal (1ª temporada)    |
| 2020 | Spinning Out                   | Serena Baker          | Elenco principal (1ª temporada)    |